# استان تین گیانگ
استان تین گیانگ (به لاتین: Tiền Giang Province) یک استان در ویتنام است که در مکونگ دلتا واقع شده‌است.

## خصوصیات
استان تین گیانگ ۲٬۳۶۷ کیلومترمربع مساحت و ۱٬۶۳۵٬۷۰۰ نفر جمعیت دارد.